# 間々田郵便局
間々田郵便局（ままだゆうびんきょく）は栃木県小山市にある郵便局。民営化前の分類では集配普通郵便局であった。

## 概要
住所：〒329-0299 栃木県小山市間々田791
民営化直前の集配業務再編において、多くの集配普通郵便局は統括センターとなったが、当局は配達センターとされたため、民営化後も郵便事業株式会社の支店は併設されず、集配センターが併設された。

## 沿革
- 1872年8月4日（明治5年7月1日） - 間々田郵便取扱所として開設[1]。
- 1875年（明治8年）1月1日 - 間々田郵便局（五等）となる。
- 1883年（明治16年）5月16日 - 為替・貯金取扱を開始。
- 1888年（明治21年）4月30日 - 為替取扱を廃止。
- 1891年（明治24年）12月1日 - 為替取扱を再開。
- 1968年（昭和43年）5月21日 - 電話交換業務を小山電報電話局に移管。同日、野木郵便局および岡郷郵便局[2]から和文電報配達業務の一部[3]を移管[4]。
- 1982年（昭和57年）9月1日 - 和文電報配達業務を小山電報電話局に移管。
- 2007年（平成19年）10月1日 - 民営化に伴い、併設された郵便事業小山支店間々田集配センターに一部業務を移管。
- 2012年（平成24年）10月1日 - 日本郵便株式会社発足に伴い、郵便事業小山支店間々田集配センターを間々田郵便局に統合。

## 取扱内容
- 郵便、印紙、ゆうパック、内容証明
- 貯金、為替、振替、振込、国際送金、国債、投資信託
- 生命保険、バイク自賠責保険、自動車保険
- ゆうちょ銀行ATM
- 「329-02xx」区域（小山市の一部）の集配業務

## 周辺
- 小山市立間々田中学校
- 思川

## アクセス
- 東日本旅客鉄道（JR東日本）東北本線（宇都宮線）間々田駅から北東へ約2.7 km（徒歩約32分）
- おーバス 長者町入口停留所もしくは千駄塚停留所下車
- 東北自動車道 佐野藤岡ICから東へ約21km
- 国道4号沿い
- 駐車場あり：15台